# Holarrhena curtisii
Holarrhena curtisii är en oleanderväxtart som beskrevs av George King och Gamble. Holarrhena curtisii ingår i släktet Holarrhena och familjen oleanderväxter. Inga underarter finns listade i Catalogue of Life.